# Freestyle (skidsport)

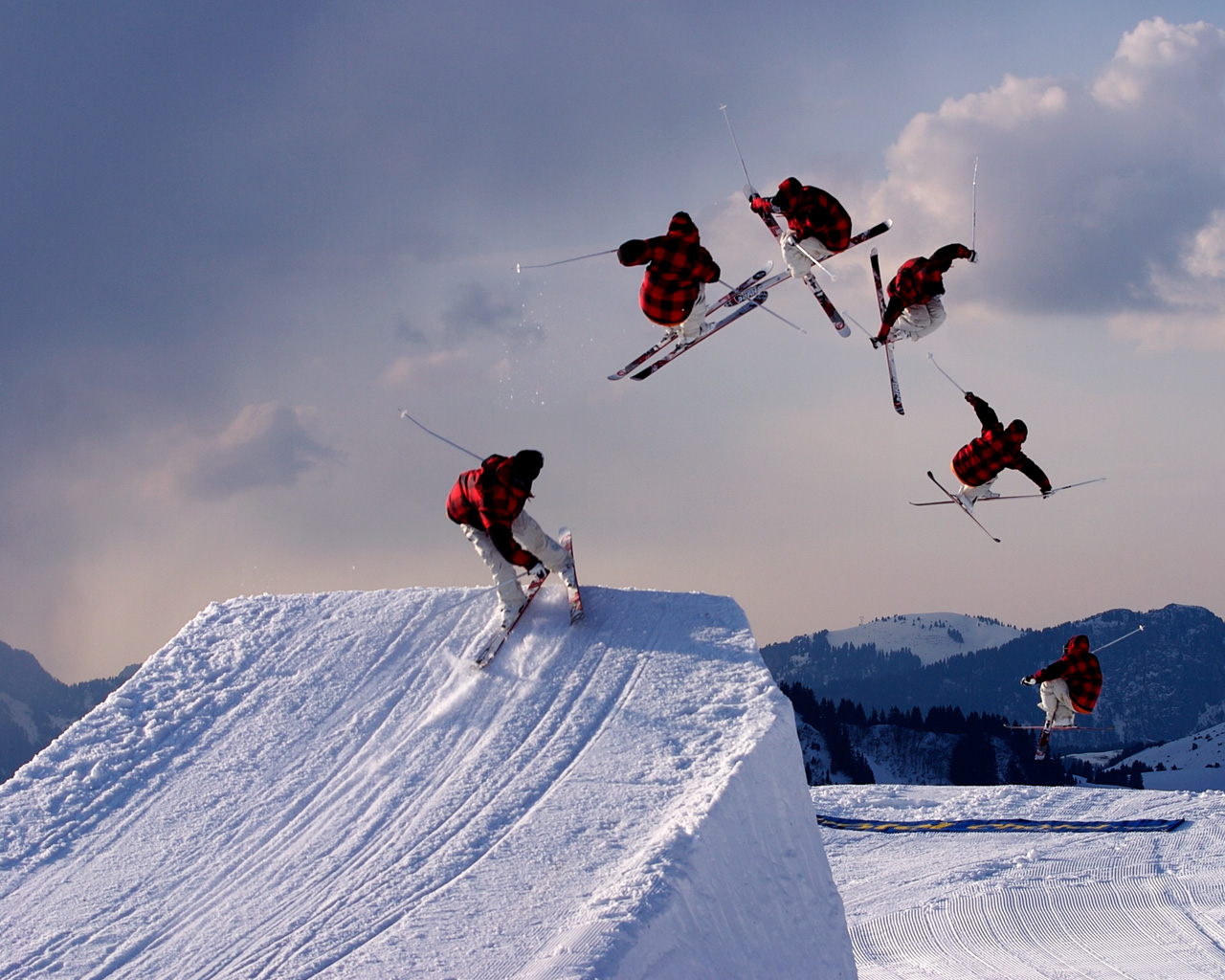
Ett freestyle-hopp.

Freestyle är en typ av skidsport som i själva verket är en samling av flera vitt skilda delgrenar, där utövarna i regel endast deltar i en eller ett par av grenarna.

## Grenar
De traditionella freestylesporterna var puckelpist, aerials och acroski (tidigare skidbalett). 2003 försvann acroski från tävlingsprogrammen, samtidigt som två nya freestylesporter invaldes, nämligen halfpipe och skicross. I slutet av 00-talet lades även slopestyle och big air till på Internationella Skidförbundets lista över freestylegrenar.
De som kör halfpipe, slopestyle och big air kan dels tävla i världscup, VM och OS i FIS (Internationella Skidförbundets) regi, men även i en rad tävlingar utöver dessa (både inbjudningstävlingar och öppna tävlingar). Två traditionellt prestigefyllda tävlingar inom "den nya skolans skidåkning" är X Games och Dew Tour – ingen av dessa har med FIS att göra utan struktureras istället av den fristående organisationen AFP (Association of Freeskiing Professionals).
Slopestyle och halfpipe på skidor gjorde olympisk debut under OS i Sotji 2014.

## Framstående svenskar inom Freestyle
Henrik Harlaut (slopestyle, big air), Jon Olsson (big air), Jesper Tjäder (slopestyle, big air), Oscar Wester (slopestyle, big air), Emma Dahlström (slopestyle, big air), Anna Holmlund (skicross), Victor Öhling Norberg (skicross), Sandra Näslund (skicross), Per Spett (puckelpist), Ludvig Fjällström (puckelpist).
Pionjärer inom klassisk freestyle var Sven Arnborg vinnare av Europacupfinalen, ballet 1976, Peter Buchar, Maja Berg VM 2a hopp 1981, Per Knuson Europacupfinalvinnare i kombinationen, hopp, ballet och puckelpist 1981.